# بيو الثاني عشر (محطة مترو أنفاق مدريد)
بيو الثاني عشر (بالإسبانية: Pío XII)‏ هي محطة مترو أنفاق في مدريد في إسبانيا، تقع على الخط رقم 9.